# Polymorphus magnus
Polymorphus magnus es una especie de acantocéfalo del género Polymorphus, familia Polymorphidae. Fue descrita por Skrjabin en 1913. Se encuentra en Europa y Asia del Norte.